# كاتي ليدكي
كاثلين جينيفيف ليديكي (بالإنجليزية: Kathleen Genevieve "Katie" Ledecky)‏ هي سباحة أمريكية ولدت في يوم 17 مارس 1997 في مدينة واشنطن العاصمة في الولايات المتحدة، كاتي ليديكي هي حاملة الرقم القياسي في سباحة 400 و800 1500 متر حر، وقد حققت السباحة 3 ميداليات ذهبية في دورة الألعاب الأولمبية الصيفية 2016 في ريو دي جانيرو في 200 متر و400 متر و4×200 تتابع مع الفريق الأمريكي، كما حققت الفضية في سباق 4×100 تتابع مع الفريق، وحققت الميدالية الذهبية أيضاً في دورة الألعاب الأولمبية الصيفية 2012 في لندن في سباق 800 متر حر، كما سباق لها الفوز بعدة ميداليات في الألعاب المائية وفي بطولة العالم للسباحة، ليديكي مولودة لأب من يهودي تشيكوسلوفاكيا وأم أمريكية أيرلندية كاثوليكية.
وفي أولمبياد باريس 2024 احتفظت كاتي بذهبية سباق 1500م سباحة حرة للسيدات محققة رقما أولمبيا جديدا بلغ 15 دقيقة و30.02 ثانية.وفازت كاتي بسباق 800 متر حرة، للمرة الرابعة على التوالي في الأولمبياد، مسجلة رقما أولمبيا بلغ 8 دقائق و11.04 ثانية، وعززت رقمها القياسي كأكثر رياضية حصولاً على ميداليات أولمبية بـ(14) ميدالية.

## روابط خارجية
- كاتي ليدكي على موقع الاتحاد الدولي للسباحة (الإنجليزية)
- كاتي ليدكي على موقع SwimRankings.net (الإنجليزية)
- كاتي ليدكي على موقع اللجنة الأولمبية الدولية (الإنجليزية)
- كاتي ليدكي على موقع أوليمبيديا (الإنجليزية)
- كاتي ليدكي على موقع اللجنة الأولمبية والبارالمبية الأمريكية (الإنجليزية)